# Kloster Saint-Maurice-de-Carnoët
Das Kloster Saint-Maurice-de-Carnoët (ursprünglich Notre-Dame de Carnoët, später Sanctus Mauritius) ist eine ehemalige Zisterzienserabtei in der Gemeinde Clohars-Carnoët im Département Finistère, Region Bretagne, in Frankreich. Es liegt rund 12 km südlich von Quimperlé an der Mündung des Küstenflusses Laïta inmitten des Forsts von Carnoët in der Nähe einer Römerstraße.

## Geschichte

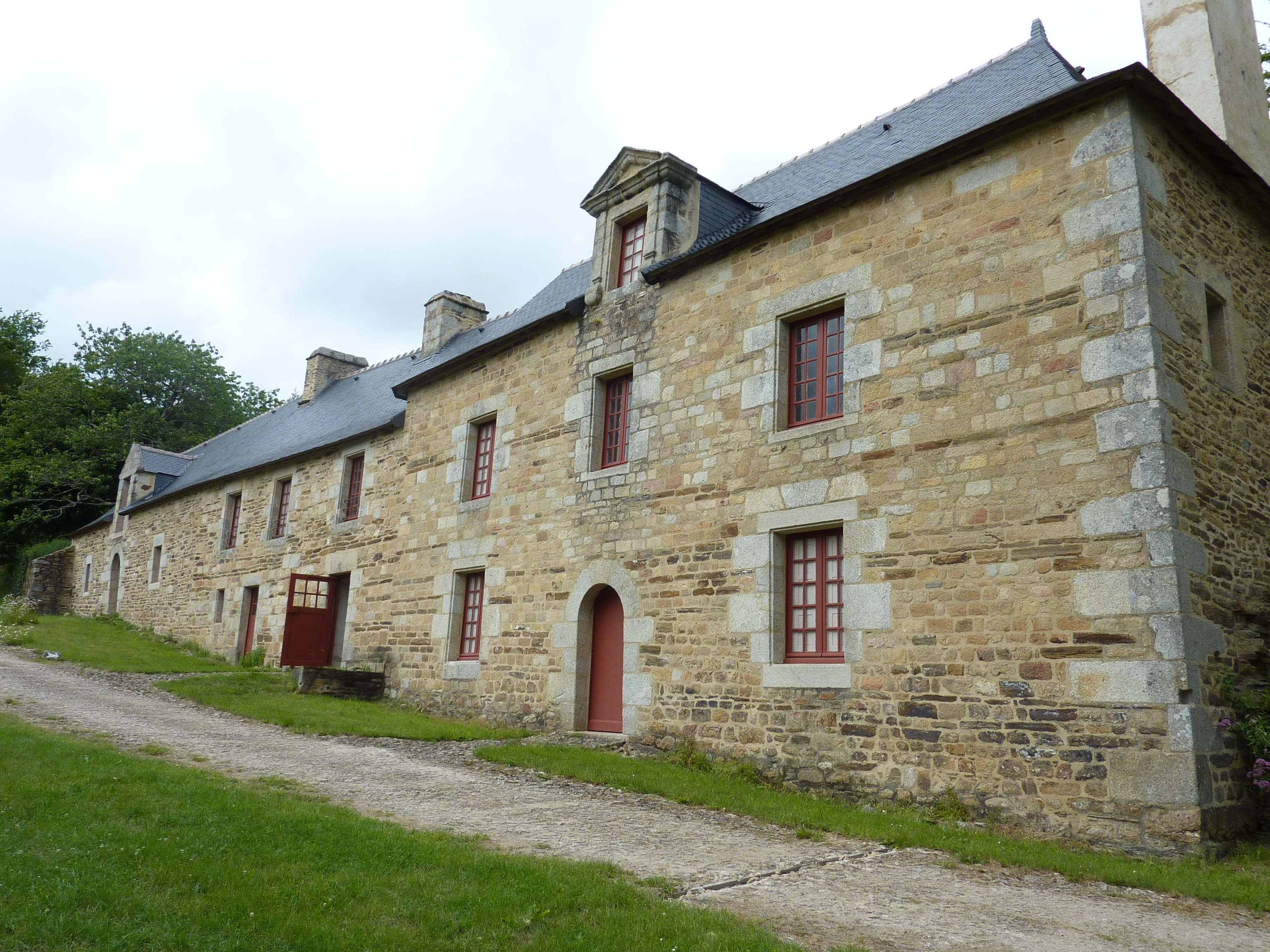
Abtshaus des 18. Jahrhunderts

Die Gründung des Klosters soll bereits 1170 durch Herzog Conan IV. erfolgt sein, jedoch ist es als Zisterzienserkloster erst 1177 nachgewiesen. Mutterkloster war das Kloster Langonnet. Damit gehörte es der Filiation von Kloster Cîteaux an. Der Name Saint-Maurice geht auf den ersten Abt Maurice Duault zurück. Während der Französischen Revolution fand das bereits verlassene, im 17. Jahrhundert erneuerte Kloster sein Ende und wurde anschließend verwüstet, verkauft und teilweise als Steinbruch genutzt. Ein anderer Teil wurde im 19. Jahrhundert als Schloss ausgebaut. Im Zweiten Weltkrieg war die Anlage von deutschen Truppen besetzt und erlitt erhebliche Schäden. Die Domäne wurde 1991 an das Conservatoire du littoral veräußert, das die als Monument historique klassifizierte Anlage zusammen mit der Gemeinde restaurieren ließ.

## Bauten und Anlage

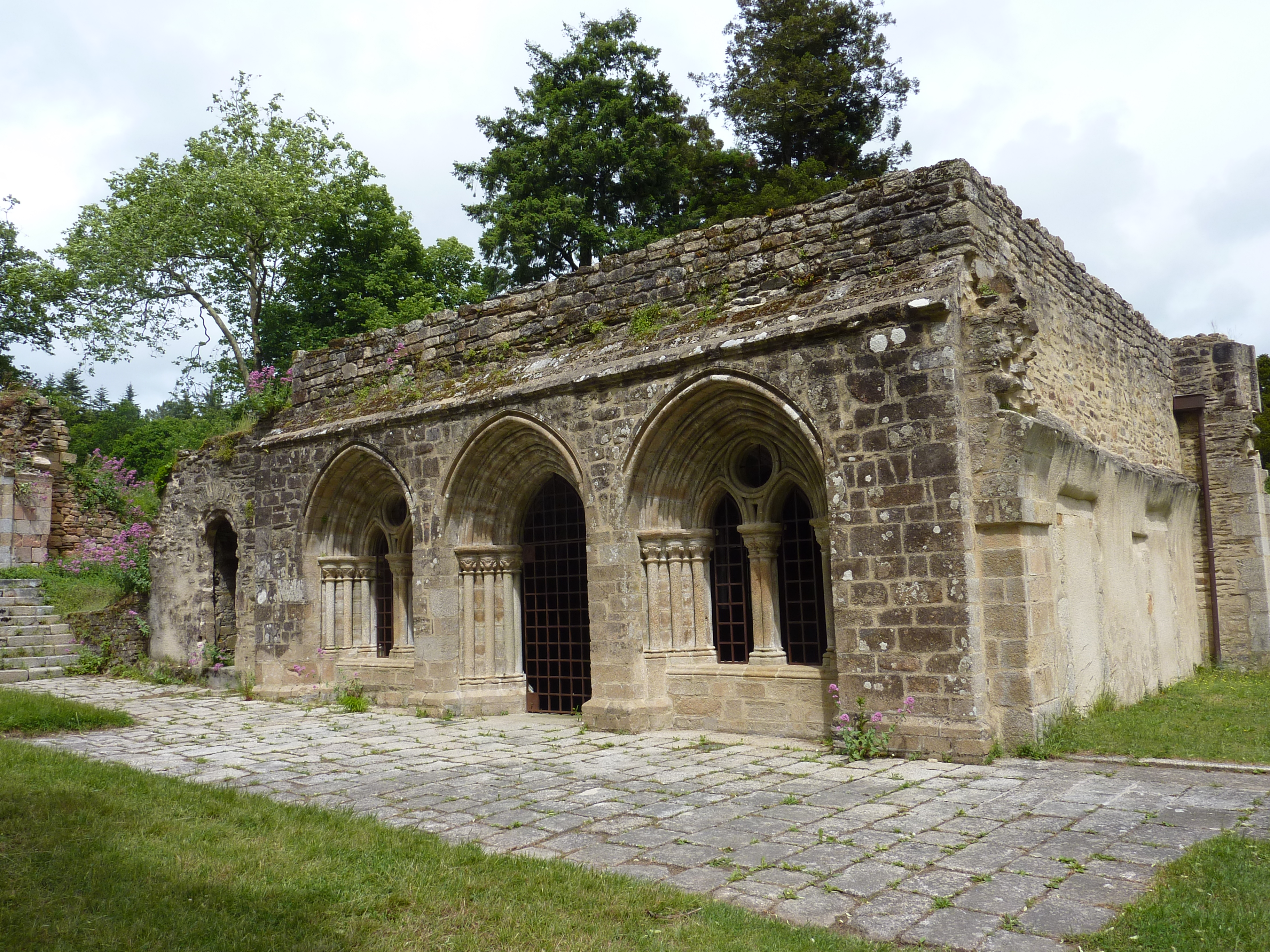
Der Kapitelsaal

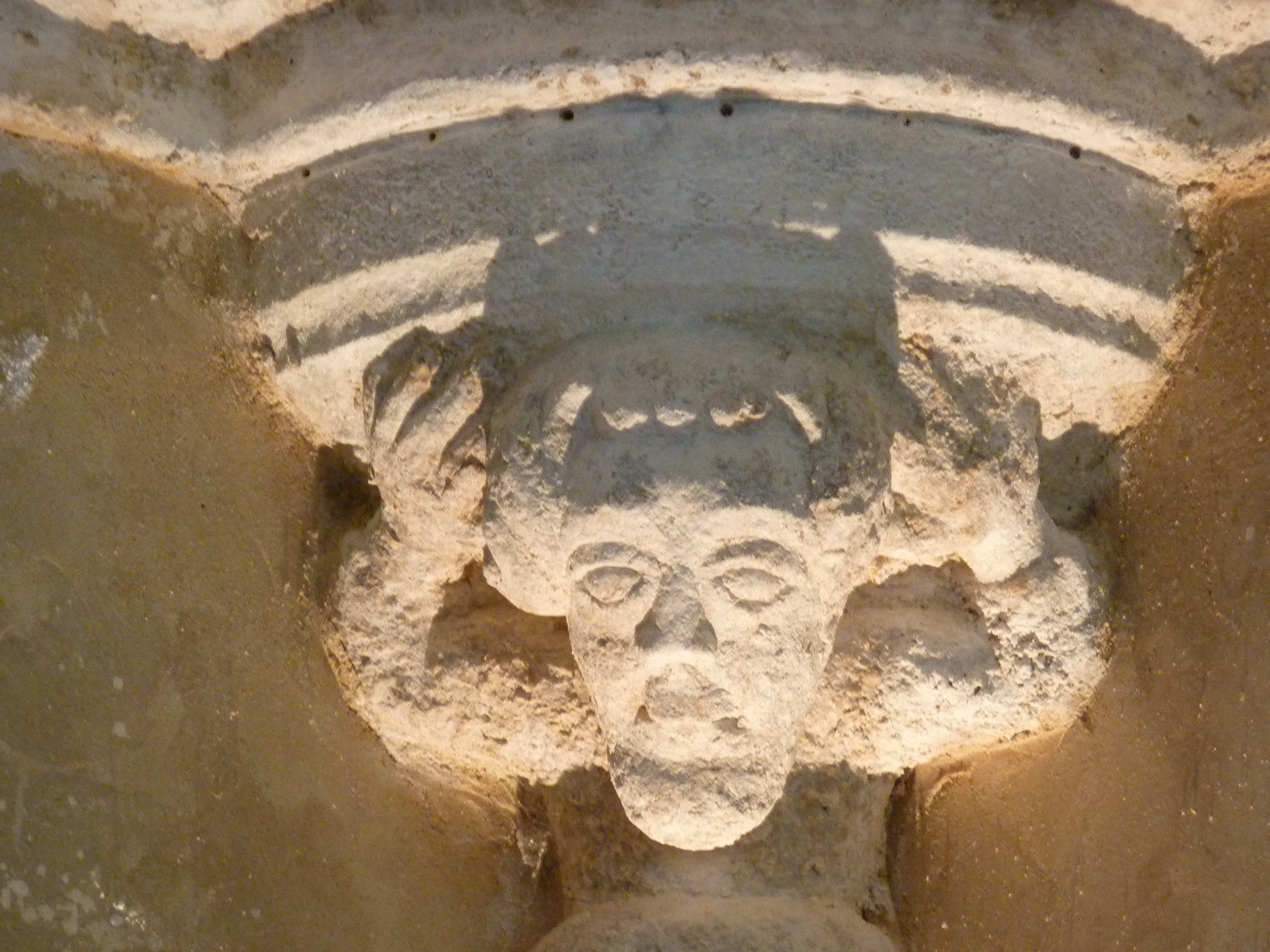
Kapitell aus dem Kapitelsaal

Erhalten sind außer der Kirchenfassade des 17. Jahrhunderts der Kapitelsaal aus dem 13. Jahrhundert und das Abtshaus.